# Gagea elliptica
Gagea elliptica là một loài thực vật có hoa trong họ Liliaceae. Loài này được (A.Terracc.) Prain miêu tả khoa học đầu tiên năm 1908.